# 留石高架路
留石高架路，又称留石快速路，大部分呈东西走向，其东部呈西南-东北走向。其中石石立交至杭州北收费站段曾称石大快速路，是浙江省杭州市的一条城市快速路，是杭州快速路网的一部分，起点位于 235国道，终点位于望梅高架路。地面道路称石祥路。

## 历史
- 2008年7月16日，石石立交至杭州北收费站段通车[1]。
- 2008年9月28日，瓜山立交至石石立交段通车[2]。
- 2010年6月9日，三墩互通至瓜山立交段通车[3]。
- 2016年7月7日，石祥路高架（丰庆路至瓜山立交段）通车[4]。
- 2019年9月28日，留石快速路北延（世纪大道段）通车[5]。
- 2022年6月28日，蒋墩路至三墩互通段通车[6]。
- 2022年7月31日，三墩互通至运溪高架路段通车[7]。
- 2023年8月25日，运溪高架路至至235国道段通车[8]。

## 快速路出入口立交列表
| 里程                                                                                         | 类型       | 名称                  | 连接                                      | 说明                           |
| -------------------------------------------------------------------------------------------- | ---------- | --------------------- | ----------------------------------------- | ------------------------------ |
|                                                                                              | 主线出入口 | G235                  | 235国道                                   |                                |
|                                                                                              | 出入口     | 科技大道              | 科技大道                                  | 限西向入，东向出               |
|                                                                                              | 出入口     | 禹航路                | 禹航路                                    | 限西向入，东向出               |
|                                                                                              | 枢纽       | 留运立交              | 运溪高架路                                |                                |
|                                                                                              | 隧道       | 两山                  | 两山                                      |                                |
|                                                                                              | 出入口     | 杭州西站              | 杭州西站                                  | 前往杭州西站，限西向出、东向入 |
|                                                                                              | 出入口     | 良睦路                | 良睦路                                    |                                |
|                                                                                              | 出入口     | 良祥路                | 良祥路 振华西路                           |                                |
|                                                                                              | 出入口     | 三墩互通              | 长深高速 杭州绕城高速                     |                                |
|                                                                                              | 出入口     | 蒋墩路                | 蒋墩路 西园路 石祥西路                    |                                |
|                                                                                              | 出入口     | 杭长（宜）高速        | 杭长宜高速                                | 限西向出，东向入               |
|                                                                                              | 出入口     | 紫金港隧道            | 紫金港隧道                                | 只有入口                       |
|                                                                                              | 出入口     | 紫荆花北路（西）      | 紫荆花北路 石祥西路                       |                                |
|                                                                                              | 出入口     | 古墩路（东）          | 古墩路 石祥西路                           |                                |
|                                                                                              | 出入口     | 丰庆路（西）          | 丰庆路 学院北路 石祥西路 石祥路           |                                |
|                                                                                              | 枢纽       | 留莫立交              | 莫干山高架路                              |                                |
|                                                                                              | 出入口     | 杭行路（西）          | 杭行路 石祥路                             |                                |
|                                                                                              | 出入口     | 跨瓜山立交高架（西）  | 跨瓜山立交高架                            | 跨瓜山立交高架西侧起点         |
|                                                                                              | 出入口     | 北软路（东）          | 北软路 石祥路                             | 限瓜山立交西引桥出入           |
|                                                                                              | 出入口     | 通益路（东）          | 通益路 石祥路                             | 限瓜山立交西引桥出入           |
|                                                                                              | 枢纽       | 瓜山立交              | 上塘高架路                                |                                |
|                                                                                              | 出入口     | 储鑫路（西）          | 储鑫路 石祥路                             | 限瓜山立交东引桥出入           |
|                                                                                              | 出入口     | 拱康路（东）          | 拱康路 石祥路                             | 限瓜山立交东引桥出入           |
|                                                                                              | 出入口     | 跨瓜山立交高架（东）  | 跨瓜山立交高架                            | 跨瓜山立交高架东侧起点         |
|                                                                                              | 出入口     | 沈半路（西）          | 沈半路 石祥路                             |                                |
|                                                                                              | 出入口     | 东新路（东）          | 长浜路 东新路 石祥路                      |                                |
|                                                                                              | 枢纽       | 石石立交              | 秋石高架路                                |                                |
|                                                                                              | 出入口     | 同协路                | 同协路 石祥东路                           |                                |
|                                                                                              | 出入口     | 笕丁路                | 笕丁路 石祥东路                           |                                |
|                                                                                              | 出入口     | 大井枢纽 杭州北收费站 | 杭州绕城高速 杭浦支线 世纪大道西 石祥东路 | 西向出口需经过红绿灯           |
|                                                                                              | 出入口     | 和顺桥                | 世纪大道西                                | 主线辅道转换处，只有出口       |
|                                                                                              | 出入口     | 和睦桥村              | 周扬路 世纪大道西                         | 限西向入，东向出               |
|                                                                                              | 出入口     | 永玄路                | 永玄路                                    |                                |
|                                                                                              | 出入口     | 星都路                | 星都路（规划） 世纪大道西                 |                                |
|                                                                                              | 出入口     | 汀兰街（东）          | 汀兰街 世纪大道西                         | 只有入口，限进入望梅高架路     |
|                                                                                              | 出入口     | 良熟路                | 良熟路 世纪大道西                         | 东向只有出口，限望梅高架路进入 |
|                                                                                              | 枢纽       | 望梅路立交            | 望梅高架路                                | 限西向入，东向出               |
|                                                                                              | 主线出入口 | 人民大道              | 人民大道 南苑街 世纪大道西                |                                |
| 1.000 英里 = 1.609 千米；1.000 千米 = 0.621 英里 并行路段 • 已关闭／取消 • 限制进入 • 未开放 |            |                       |                                           |                                |